# Plaza de Quijano
La plaza de Quijano, ubicada en el casco antiguo de Alicante (España), es una de las plazas más antiguas de la ciudad. Su origen se remonta al año 1840, tras la demolición del convento de San Agustín, que ocupaba el lugar hasta entonces, como consecuencia de las desamortizaciones que afectaron a numerosos bienes eclesiásticos en toda España. Inicialmente, la plaza fue denominada plaza de San Agustín, en honor al convento, pero más tarde recibió el nombre de plaza de Campoamor. Finalmente, en 1850, adoptó el nombre de plaza de Quijano, con el cual se la conoce actualmente.
En términos históricos y arqueológicos, la plaza ha sido un espacio de gran relevancia. Las excavaciones realizadas en la zona permitieron la investigación exhaustiva de los restos del antiguo convento de los agustinos. Entre los hallazgos más notables se encuentran los restos de la iglesia del convento, situada al este del mismo, con una única nave central orientada hacia el norte y capillas laterales: tres al oeste y cuatro al este. En la nave también se descubrieron cinco criptas, y es posible que bajo una palmera presente en la plaza se encuentre una sexta cripta, según la disposición de las demás.
Asimismo, en la entrada principal de la iglesia se halló una pequeña cista que contenía un enterramiento individual. Además de los restos del convento, las excavaciones revelaron la entrada a un refugio de la guerra civil española. Esta estructura, de carácter abovedado y construida en ladrillo con muros de mampostería reforzados con cemento, cuenta con un acceso escalonado de hormigón.